# Coppa della Melanesia 1994
La Coppa della Melanesia 1994 (1994 Melanesia Cup) fu la quinta edizione della Coppa della Melanesia, competizione calcistica per nazione organizzata dalla OFC. La competizione si svolse alle Isole Salomone dal 3 luglio al 8 luglio 1994 e vide la partecipazione di cinque squadre: Figi, Isole Salomone, Nuova Caledonia, Papua Nuova Guinea e Vanuatu. Il torneo valse anche come qualificazione per la Coppa delle nazioni oceaniane 1996.

## Formula
- Qualificazioni

Nessuna fase di qualificazione. Le squadre sono qualificate direttamente alla fase finale.
- Fase finale

Girone unico - 5 squadre: giocano partite di sola andata. La prima classificata si laurea campione della Melanesia e si qualifica alla fase finale della Coppa delle nazioni oceaniane 1996.

## Squadre partecipanti
| Pr. | Squadra            | Data di qualificazione certa | Partecipante in quanto                                         | Partecipazioni precedenti al torneo | Ultima presenza      |
| --- | ------------------ | ---------------------------- | -------------------------------------------------------------- | ----------------------------------- | -------------------- |
| 1   | Isole Salomone     | -                            | Rappresentativa della nazione organizzatrice della fase finale | 4 (1988, 1989, 1990, 1992)          | Vanuatu 1992         |
| 2   | Figi               | -                            | Qualificata di diritto                                         | 4 (1988, 1989, 1990, 1992)          | Vanuatu 1992         |
| 3   | Nuova Caledonia    | -                            | Qualificata di diritto                                         | 4 (1988, 1989, 1990, 1992)          | Vanuatu 1992         |
| 4   | Papua Nuova Guinea | -                            | Qualificata di diritto                                         | 2 (1989, 1990)                      | Nuova Caledonia 1990 |
| 5   | Vanuatu            | -                            | Qualificata di diritto                                         | 4 (1988, 1989, 1990, 1992)          | Vanuatu 1992         |

Nella sezione "partecipazioni precedenti al torneo", le date in grassetto indicano che la nazione ha vinto quella edizione del torneo, mentre le date in corsivo indicano la nazione ospitante.

## Fase finale

### Girone unico

#### Classifica
| Pos | Squadra            | P.ti | G | V | N | P | GF | GS | DR |
| --- | ------------------ | ---- | - | - | - | - | -- | -- | -- |
| 1   | Isole Salomone     | 12   | 4 | 4 | 0 | 0 | 10 | 1  | +9 |
| 2   | Figi               | 9    | 4 | 3 | 0 | 1 | 8  | 4  | +4 |
| 3   | Papua Nuova Guinea | 4    | 4 | 1 | 1 | 2 | 2  | 4  | -2 |
| 4   | Nuova Caledonia    | 3    | 4 | 1 | 0 | 3 | 5  | 9  | -4 |
| 5   | Vanuatu            | 1    | 4 | 0 | 1 | 3 | 5  | 12 | -7 |

Isole Salomone qualificata alla Coppa delle nazioni oceaniane 1996.

#### Risultati
| 3 luglio 1994 | Papua Nuova Guinea | 3 – 0 | Nuova Caledonia |  |

| 4 luglio 1994 | Figi | 3 – 1 | Nuova Caledonia |  |

| 5 luglio 1994 | Nuova Caledonia | 3 – 2 | Vanuatu |  |

| 5 luglio 1994 | Isole Salomone | 2 – 0 | Papua Nuova Guinea |  |

| 6 luglio 1994 | Isole Salomone | 4 – 0 | Vanuatu |  |

| 6 luglio 1994 | Figi | 1 – 0 | Papua Nuova Guinea |  |

| 7 luglio 1994 | Vanuatu | 1 – 1 | Papua Nuova Guinea |  |

| 7 luglio 1994 | Isole Salomone | 1 – 0 | Figi |  |

| 8 luglio 1994 | Figi | 4 – 2 | Vanuatu |  |

| 8 luglio 1994 | Isole Salomone | 3 – 1 | Nuova Caledonia |  |